# سد الحجاج الأول
سد الحجاج الأول أحد سدود مكة المكرمة التاريخية.

## الوصف
يقع في منطقة المعيصم بمنى شرقي مكة المكرمة٬ على يمين الذاهب من المعيصم إلى الشرائع٬ ويمتد جداره من الشمال للجنوب٬ بطول 49 متر٬ ويبلغ ارتفاعه 6.50 متر٬ وسمكه 4.50 متر. وهو من النوع المتدرج٬ وقد بني من جدارين حشي ما بينهما بالدبش٬ ويرجع
تاريخه إلى العهد الأموي٬ وقد أزيل هذا السد لصالح مشروع المجزرة الحديثة.